# 神经突
神经突（neurite，neuronal process）又称胞突，是指从神经细胞细胞体产生的任何突起，既可以指轴突，也可以指树突。当神经细胞处于发育中时这两种突起实际很难分辨，此时便可用神经突来代指。

## 神经突的发育
神经突的发育需要细胞内外的信号之间进行复杂的相互作用。在发育过程中，遍布于整个神经突的特殊受体会检测周围的空间是否适合生长。 神经突会通过处理所有来自受体的信息来决定该朝哪个方向生长。发展中的神经元会将所有的生长信号汇总在一起，并以此来决定神经元最终将会向哪个方向生长。 在已知的细胞外生长信号中，netrin，一种中线化学引诱剂，以及semaphorin、ephrin和Collapsin response mediator protein family，都是神经突生长的抑制剂。
早期的神经突通常充满了微管束，其生长受到神经营养因子的刺激，如神经生长因子（NGF）。 Tau蛋白可以通过与微管结合来帮助稳定微管，保护其不受微管切断蛋白的影响。神经元的细胞骨架在微管稳定后仍保持动态。肌动蛋白丝在将成为轴突的神经突中仍保持其动态的特性，以此来推动微管束向外延伸轴突。 然而，在所有其他的神经突中，肌动蛋白丝会被肌球蛋白稳定下来。 这防止了多轴突的发育。